# 8969 Alexandrinus
8969 Alexandrinus è un asteroide della fascia principale. Scoperto nel 1973, presenta un'orbita caratterizzata da un semiasse maggiore pari a 2,4065466 UA e da un'eccentricità di 0,0791609, inclinata di 0,96149° rispetto all'eclittica.